# السويق (القفر)

تعديل مصدري - تعديل

السويق محلة تابعة لقرية الحبيل، التابعة لعزلة بني ساوي بمديرية القفر إحدى مديريات محافظة إب في الجمهورية اليمنية، بلغ تعداد سكانها 44 حسب تعداد اليمن لعام 2004.